# Avanti! (journal)
Pour les articles homonymes, voir Avanti!.
Avanti! est un quotidien italien, créé le 25 décembre 1896 en tant qu'organe officiel du Parti socialiste italien (PSI). Il empruntait son nom au quotidien du Parti social-démocrate d'Allemagne Vorwärts.
Avanti! fut dirigé par Leonida Bissolati, réformiste, jusqu'en 1903, puis par Enrico Ferri, intransigeant, jusqu'en 1908. Le philosophe marxiste Antonio Gramsci y écrivit quelques articles, ainsi qu'Angelica Balabanova. Des caricatures, entre autres de Gabriele Galantara, et Franz Laskoff y furent publiées.
Après la guerre de Libye (1911), il fut dirigé par Benito Mussolini qui avait organisé une émeute à Forlì visant à empêcher le départ des troupes. Neutraliste au début de la guerre, Mussolini change brutalement de camp et publie, le 18 octobre 1914, son article « De la neutralité absolue à la neutralité active et opérante » dans l’Avanti!, ce qui lui vaut d'être écarté de la direction du journal deux jours plus tard, avant d'être exclu du PSI le 20 novembre. Giacinto Menotti Serrati prend alors la direction d’Avanti!, et y publie en 1915 le manifeste de Zimmerwald.
Le journal est ciblé par les milices fascistes après la Première guerre mondiale. Ses locaux à Rome et à Turin sont incendiés en 1920.
Interdit par le régime fasciste en 1926, le journal fut dès lors publié depuis Paris, puis de Zurich. Pratiquement disparu en 1993, avec la dissolution du PSI, une nouvelle version existe désormais, proche du Nouveau Parti socialiste italien. Il est racheté par Valter Lavitola et redevient un quotidien.